# تششمة خوني
تششمة خوني هي قرية في مقاطعة سميرم، إيران. عدد سكان هذه القرية هو 166 في سنة 2006.